# Hamilton Piedra
Hamilton Emanuel Piedra Ordoñez (ur. 20 lutego 1993 w Loja) – ekwadorski piłkarz występujący na pozycji bramkarza, obecnie zawodnik Deportivo Cuenca.

## Kariera klubowa
Piedra jest wychowankiem klubu Deportivo Cuenca. Do pierwszej drużyny został włączony w wieku osiemnastu lat przez szkoleniowca Luisa Solera jako trzeci w hierarchii bramkarzy, po gwieździe ligi Estebanie Dreerze i Ángelu Mosquerze. W ekwadorskiej Serie A zadebiutował 30 listopada 2011 w wygranym 3:2 spotkaniu z Espoli, zmieniając w końcówce spotkania Mosquerę. Zaraz potem awansował na pozycję drugiego golkipera i przez następne dwa lata był rezerwowym dla Juana Ojedy, zaś później jeszcze przez kilka miesięcy dla Cristiana Mory. W lipcu 2014 – po odejściu Mory – wywalczył sobie pewne miejsce w składzie Deportivo, niebawem dołączając do grona wyróżniających się bramkarzy ligi ekwadorskiej.

## Kariera reprezentacyjna
W styczniu 2013 Piedra został powołany przez Julio Césara Rosero do reprezentacji Ekwadoru U-20 na Mistrzostwa Ameryki Południowej U-20. Turniej ten rozpoczął w roli rezerwowego dla Darwina Cuero, lecz po sześciu spotkaniach wskoczył między słupki i rozegrał ostatnie trzy mecze (przepuścił w nich pięć goli). Jego kadra zajęła wówczas na argentyńskich boiskach szóste miejsce, niepremiowane awansem na Mistrzostwa Świata U-20 w Turcji.
Pierwsze powołanie do seniorskiej reprezentacji Ekwadoru Piedra otrzymał od tymczasowego selekcjonera Sixto Vizuete, w październiku 2014 na towarzyskie mecze z USA (1:1) i Salwadorem (5:1), nie zdołał jednak wówczas pojawić się na placu gry. W kadrze narodowej zadebiutował dopiero kilka lat później za kadencji Gustavo Quinterosa, 26 lipca 2017 w wygranym 3:1 sparingu z Trynidadem i Tobago (zmienił wówczas swojego byłego kolegę klubowego Estebana Dreera).